# Giovanni Stewart, conte di Mar (1456-1479)
Giovanni Stewart, conte di Mar e Garioch (1456 – Edimburgo, 9 luglio 1479), è stato un principe scozzese.

## Vita

### Origini
Suo padre era re Giacomo II di Scozia, mentre sua madre era la regina Maria di Gheldria. Essendo solo il quarto figlio della coppia reale, non si sa con precisione quando nacque; la maggior parte delle fonti concorda sul 1456, ma alcune si spingono addirittura fino al giugno 1459 (ovvero la sua prima menzione certa in vita), al momento della concessione dei titoli di conte di Mar e Garioch. Le terre di Mar appartenevano alla Corona, mentre le terre di Garioch alla madre.
Poco si sa della sua vita. Era descritto come "giovane e alto, educato e amichevole; dedito alla caccia e alla falconeria, al tiro con l'arco e ad altre attività cavalleresche".

### La morte
Ci sono due versioni sulla sua morte prematura. La prima, quella ufficiale, descrive le crescenti divergenze tra lui e suo fratello maggiore, il nuovo re Giacomo III di Scozia, e un suo invito a comparire davanti alla Corte. Proprio mentre si stava recando dal fratello, Giovanni sarebbe stato assassinato ad Edimburgo, nella zona di Canongate.
La seconda versione, riportata dal vescovo di Aberdeen, concorda con la prima riguardo alle divergenze tra il conte di Mar e il sovrano. A causa di esse Giovanni sarebbe quindi stato imprigionato nel castello di Craigmillar, ammalandosi di febbre e morendo di lì a poco per le terribili condizioni della prigionia.
Poco prima di morire gli furono revocati tutti i titoli e le terre, il che renderebbe la seconda versione sulla sua morte molto più credibile. Dalla sua dipartita trasse giovamento il favorito di Giacomo III, Thomas Cochrane, che acquisì tutti i beni appartenuti a Giovanni.
Non era sposato e non lasciò eredi legittimi. Dopo la caduta di Cochrane, i suoi titoli e le sue terre andarono integralmente ad un nipote omonimo, il principe Giovanni.

## Ascendenza
|                                |                       |                                    | Genitori                                   |  |  | Nonni |  |  | Bisnonni              |  |  | Trisnonni            |  |
|                                |                       |                                    |                                            |  |  |       |  |  | Roberto III di Scozia |  |  | Roberto II di Scozia |  |
|                                |                       |                                    |                                            |  |  |       |  |  | Roberto III di Scozia |  |  | Roberto II di Scozia |  |
|                                |                       | Elizabeth Mure                     |                                            |  |  |       |  |  | Roberto III di Scozia |  |  |                      |  |
| Giacomo I di Scozia            |                       |                                    |                                            |  |  |       |  |  | Roberto III di Scozia |  |  |                      |  |
|                                |                       | Annabella Drummond                 | John Drummond di Lennox                    |  |  |       |  |  |                       |  |  |                      |  |
|                                |                       | Annabella Drummond                 | John Drummond di Lennox                    |  |  |       |  |  |                       |  |  |                      |  |
|                                |                       | Annabella Drummond                 | Mary di Montifex                           |  |  |       |  |  |                       |  |  |                      |  |
| Giacomo II di Scozia           |                       | Annabella Drummond                 |                                            |  |  |       |  |  |                       |  |  |                      |  |
|                                |                       | John Beaufort, I conte di Somerset | Giovanni Plantageneto, I duca di Lancaster |  |  |       |  |  |                       |  |  |                      |  |
|                                |                       | John Beaufort, I conte di Somerset | Giovanni Plantageneto, I duca di Lancaster |  |  |       |  |  |                       |  |  |                      |  |
|                                |                       | John Beaufort, I conte di Somerset | Katherine Swynford                         |  |  |       |  |  |                       |  |  |                      |  |
| Giovanna Beaufort              |                       | John Beaufort, I conte di Somerset |                                            |  |  |       |  |  |                       |  |  |                      |  |
|                                |                       | Margaret Holland                   | Thomas Holland, II conte di Kent           |  |  |       |  |  |                       |  |  |                      |  |
|                                |                       | Margaret Holland                   | Thomas Holland, II conte di Kent           |  |  |       |  |  |                       |  |  |                      |  |
|                                |                       | Margaret Holland                   | Alice FitzAlan                             |  |  |       |  |  |                       |  |  |                      |  |
| Giovanni Stewart, conte di Mar |                       | Margaret Holland                   |                                            |  |  |       |  |  |                       |  |  |                      |  |
|                                | Giovanni II di Egmond | Arnold, Signore di Egmond          |                                            |  |  |       |  |  |                       |  |  |                      |  |
|                                | Giovanni II di Egmond | Arnold, Signore di Egmond          |                                            |  |  |       |  |  |                       |  |  |                      |  |
|                                | Giovanni II di Egmond | Jolanthe di Leiningen              |                                            |  |  |       |  |  |                       |  |  |                      |  |
| Arnoldo di Egmond              | Giovanni II di Egmond |                                    |                                            |  |  |       |  |  |                       |  |  |                      |  |
|                                |                       | Maria Van Arkel                    | Johan V, Signore di Arkel                  |  |  |       |  |  |                       |  |  |                      |  |
|                                |                       | Maria Van Arkel                    | Johan V, Signore di Arkel                  |  |  |       |  |  |                       |  |  |                      |  |
|                                |                       | Maria Van Arkel                    | Joanna di Jülich                           |  |  |       |  |  |                       |  |  |                      |  |
| Maria di Gheldria              |                       | Maria Van Arkel                    |                                            |  |  |       |  |  |                       |  |  |                      |  |
|                                |                       | Adolfo I di Kleve                  | Adolfo III di Mark                         |  |  |       |  |  |                       |  |  |                      |  |
|                                |                       | Adolfo I di Kleve                  | Adolfo III di Mark                         |  |  |       |  |  |                       |  |  |                      |  |
|                                |                       | Adolfo I di Kleve                  | Margaretha di Jülich                       |  |  |       |  |  |                       |  |  |                      |  |
| Caterina di Kleve              |                       | Adolfo I di Kleve                  |                                            |  |  |       |  |  |                       |  |  |                      |  |
|                                |                       | Marie di Borgogna                  | Giovanni di Borgogna                       |  |  |       |  |  |                       |  |  |                      |  |
|                                |                       | Marie di Borgogna                  | Giovanni di Borgogna                       |  |  |       |  |  |                       |  |  |                      |  |
|                                |                       | Marie di Borgogna                  | Margherita di Baviera                      |  |  |       |  |  |                       |  |  |                      |  |
|                                |                       | Marie di Borgogna                  |                                            |  |  |       |  |  |                       |  |  |                      |  |